# Богомол (фільм, 1982)
«Богомо́л» (англ. Praying Mantis) — художній фільм, знятий в 1982 році для британського телебачення режисером Джеком Голдом. Екранізація однойменного роману французького письменника Юбера Монтеле «Моління богомолів». В одній із головних ролей — Джонатан Прайс.
На думку фахівців, фільм «Богомол» було знято не в той час. Найбільше він підходив би до 40-рр. XX століття. У глядачів складається враження, що фільм з іншої епохи. Проте фільм вражає своїм хвацько переплетеним сюжетом і невичерпною енергією.
Бюджет фільму був невеликим, тому дивно, що його режисеру та акторам вдалося створити такий гарний фільм.
Основні висновки, які глядачі можуть зробити для себе наприкінці фільму:
1. Кожен розплачується за свої гріхи в цьому житті.
2. Фільм перекликається з віршем Роберта Бернса «Миші та люди».

## Сюжет
В фільмі розповідається про професора кафедри стародавньої історії університету Руана Поля Канова, його дружину, секретаря та помічника. Сам детективний сюжет базується на взаємовідношеннях професора (Пінкас Браун), його жінки (Кармен дю Сотуа), асистента Кристіана Маньї (Джонатан Прайс) та молодої помічниці професора — Беатрис (Шері Лунгі).
Після хвороби у професора помирають перша дружина та син. Професор отримує страховку в розмірі 6 мільйонів швейцарських франків і вдруге одружується з медсестрою Верою. Служба безпеки страхової компанії розпочинає сліжку за професором, адже страхова компанія вважає, що смерть родичів професора трапилась якось раптово.

## В ролях
- Джонатан Прайс … Крістіан Маньї

Шері Лунґі … Беатріс Мансо

Кармен де Сотой … Вера Канова

Пінкас Браун … Професор Поль Канова

Анна Кроппер … Ґертруда

Фрідріх фон Тун … Директор страхової компанії

Артур Браусс … Ріхтер

Сара Бергер … Мадлен

Кевін Макналлі … Бернард

Девід Шофілд … Офіціант

Маргарет Вард … Мадам Магні

Річард Варнер … Мосьє Магні

Джонатан Блейк … Реймонд

Джон Браянс … Дюбрей

Ґордон Кейн … Звукотехнік